# هیرواکی ماتسویاما
هیرواکی ماتسویاما (انگلیسی: Hiroaki Matsuyama؛ زادهٔ ۳۱ اوت ۱۹۶۷) بازیکن فوتبال اهل ژاپن است.
از باشگاه‌هایی که در آن بازی کرده‌است می‌توان به باشگاه فوتبال جف یونایتد ایچیهارا چیبا، باشگاه فوتبال ساگان توسو، و باشگاه فوتبال کونسادول ساپورو اشاره کرد.